# Bouira
Bouira (in arabo: البويرة) è una città dell'Algeria, capoluogo della provincia omonima.

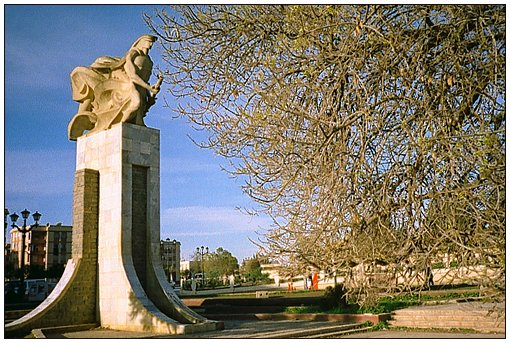
Monumento a Bouira

## Monumenti e luoghi d'interesse
- Parco nazionale del Djurdjura